# Iaido
Iaido (iaidō, 居合道), forkortet iai, 居合) er en moderne japansk kampsport, hvor begrebet 'iaido' optrådte i 1932.
Iaido er forbundet med glidende, kontrollerede bevægelser i forbindelse med trækning af sværdet fra skeden. Nystartede iaido-udøvere starter som regel med et træsværd, bokken, mens nogle skoler foretrækker at anvende iaitō (sværd der er sløvt), med det samme. Få mere erfarne iaido-udøvere bruger det skarpe sværd, 'shinken', der er en moderne produktionstype af det japanske sværd.
Udøverne af iaido er ofte kaldet iaidoka.

## Navnets oprindelse og budo-system
Begrebet 'iaido' (居合道) optrådte første gang i 1932. Karakteren i (居) refererer til forskellige stillinger, som kroppen kan indtage. Ai (合) symboliserer sindets fleksibilitet, der reflekterer i samspil med kroppens bevægelser. Do (道) angiver 'vejen', som skal følges i livet, hvor aspekter som 'dannelse', 'selv-realisering' og 'åndelig perfektion' indgår i begrebet.
Begrebet 'iaido' dukker op fra en general tendens, hvor endelsen (suffiks) 'jutsu' (術) i ordet iaijutsu (居合術) bliver udskiftet med 'dō' (道) for at fremhæve en filosofiske og åndelige aspekters i træningen. Iaido blev efterfølgende populariseret af Nakayama Hakudo.

## Formålet med iaido
Der eksisterer hundredvis af iaido-skoler, der tilskrives ikke-krigeriske formål. Iaido udgør en væsentlig bestanddel af den samlede moderne japanske budo. Iaido er en refleksion af morallæren for den klassiske japanske kriger og opbygger udøveren, med en spirituel, harmonisk, fornuftig, sensitet og beslutsom vilje.

## Budo-system samt filosofisk - og religiøs påvirkning af iaido
Iaido trænes på baggrund af budo-systemet, der hedder shin-budo eller gendai budo. Dette budo-systemer blev udviklet efter Meiji-restaurationen i 1868.
De metafysiske aspekter i iaido er blevet påvirket af forskellige filosofiske - og religiøse retninger. Påvirkningerne er en sammenblanding med etik fra konfucianisme, metoder inden for zen buddhismen, filosofien taoisme og aspekter inden for bushido.

## Historie
Læs om tidlig historie i artiklen: Iaijutsu
Efter kollapset af det japanske feudale system i 1868 lånte stifterne af forskellige sværdskoler, teori og træningsmetoder fra de japanske klassiske sværddiscipliner, som de i forvejen havde studeret og trænet. Stiftelsen af Dai Nippon Butoku Kai (DNBK) 大日本武徳会 i 1895, Kyoto i Japan, var også et vigtig bidrag til udviklingen af de moderne japanske sværdiscipliner. I 1932 godkendte DNBK officielt den japanske disciplin, iaido, året hvor begrebet 'iaido' første gang dykkede op i Japan. Efter dette initiativ blev iaido organiseret i adskillige iaido-organisationer.
I forbindelse med 2. Verdenskrig, den 7. december 1941, angreb Japan den amerikanske flådestation, Pearl Harbor og dermed erklærede USA krig. Efter Sovjetunionens invasionen af Manchuria og USA's atombombeangreb af Hiroshima og Nagasaki i 1945, kapitulerede Japan den 15. august.
Efter 2. verdenskrig blev DNBK og dens tilhørsforhold forbudt i perioden 1945-1950 af De Allierede. I 1950 da DNBK atter blev genetableret, blev træningen inden for de japanske kampdiscipliner genoptaget, inklusive iaido.
I 1952 blev International Martial Arts Federation (IMAF) stiftet i Tokyo, Japan. IMAF er en japansk organisation, der fremmer international budo, og består af syv divisioner, der repræsenterer forskellige japanske kampdiscipliner, inklusiv iaido.
I 1952 blev All Japan Kendo Federation (Zen-Nihon Kendō Renmei, ZNKR) dannet og All Japan Iaido Federation (Zen-Nihon Iaidō Renmei, ZNIR) stiftet.

## Iaido-skoler

### Muso Shinden-ryu og Muso Jikiden Eishin Ryu
Mange iaido-organisationer arbejder for at fremme sværdteknikker fra den siddende position, kaldet seiza og refererer deres form som 'iaido'. En af de populære iaido-skoler er Musō Shinden-ryū 夢想神伝流, der blev skabt af Nakayama Hakudō (1872-1958) i 1932. Musō Shinden-ryū er en fortolkning af en Jinsuke-Eishin linje, kaldet Shimomura-ha.
Den anden linje af Jinsuke-Eishin, kaldet Tanimura-ha, blev dannet af Gotō Magobei Masasuke (d. 1898) og Ōe Masamichi Shikei (1852-1927). Det var Ōe Masamichi Shikei, som formelt begyndte at referere sin iaido-skole med navnet Musō Jikiden Eishin-ryū 無双直伝英信流 under Taishō-perioden (1912-1926).

### Tōhō Iaido
I 1956 præsenterede All Japan Iaido Federation standard iaido-kata under navnet 'Tōhō Iaido'. Tōhō Iaido består af fem kata, der er lånt teknikker fra følgende skoler, hvoraf de fleste eksisterede i det feudale Japan, før år 1868.
- Teknikken maegiri er lånt fra Eishin ryū, der blev stiftet i perioden 1912-1926.
- Teknikken zengogiri er lånt fra Mugai ryū, der blev stiftet i år 1680.[kilde mangler]
- Teknikken kiriage er lånt fra Shindō Munen-ryū, der blev stiftet i 1700-tallet.
- Teknikken shihōgiri er lånt fra Sui-ō ryū, der blev stiftet omkring år 1600.
- Teknikken kissakigaeshi er lånt fra Hōki ryū. En skole med mange navnevarianter blandt andet 'Katayama Hōki ryū'. Skolen blev stiftet ca 1590.

Visuel demonstration af Tōhō Iaido ved hjælp af video fra YouTube: https://www.youtube.com/watch?v=us4G7owl4XA

### Seitei Iai
Seitei Iai (制定) er en iaido-form bestående af 12 kata, der er skabt af All Japan Kendo Federation i 1968, med efterfølgende revisioner i år 1980 og 2000. Teknikkerne i Seitei Iai er lånt fra andre skoler. Teknikkerne der anvendes i Seitei Iai er ikke altid udført præcist, som teknikkerne er praktiseret i den sværdskole, som de er lånt fra. Der er foretaget modifikationer til brug for standardisering.

## Rankklasse i iaido
Læs mere i artiklen Dan (grad).
Graduering inden for iaido er baseret på det moderne kyu-dan system fra 1883, der er i overensstemmelse med politikken for den pågældende iaido-organisation.

## Iaido sportskonkurrencer og anti-doping

### Sportskonkurrencer
Iaido bliver praktiseret som sport, der reguleres af All Japan Kendo Federation (AJKF). AJKF fastholder den standardiserede iaido-kata og organiserer iaido-konkurrencer.
En iaido-konkurrence foregår ved, at to konkurrenter udfører deres kata samtidigt ved siden af hinanden. Konkurrenterne bliver herefter bedømt efter et standardiseret regelsæt af et dommerpanel bestående af normalt tre dommere. Kun iaito (usleben sværd) er tilladt under konkurrencen.
European Kendo Federation har arrangeret iaido-mesterskaber siden 2000, hvor der afholdes konkurrencer hvert år.

### Anti-doping
Iaido-organisationer som er medlem af International Kendo Federation (FIK) er under iaido-konkurrencerne forpligtet til at følge anti-dopingsreglerne, der er udstedt af World Anti-Doping Agency (WADA).

## Internationale iaido-organisationer
Der eksisterer flere internationale organisationer, der administrer og udbreder iaido-aktiviteter. Organisationer som inkluderer iaido på det internationale niveau er følgende organisationer:
- Dai Nippon Butoku Kai (DNBK) stiftet i 1895, Kyoto,[19] godkender og anerkender disciplinen iaido.[18]

- International Martial Arts Federation (IMAF) blev etableret i Kyoto, 1952, og er dedikeret til udbredelse og udvikling af japanske kampdicipliner over hele verden.[50] inklusiv iaido.[51]

- International Kendo Federation (FIK), stiftet i 1970, organiserer iaido.[52]